# المر ایمس
المر ساموئل ایمس (انگلیسی: Elmer Samuel Imes؛ زاده ۱۸۸۳ - درگذشته ۱۹۴۱) یک فیزیک‌دان اهل ایالات متحده آمریکا بود.